# Adil El Masskini
Adil El Masskini, né le 11 septembre 1984 à Sidi Kacem, est un footballeur marocain évoluant au poste d'attaquant.

## Palmarès
- Vainqueur de la Coupe de la confédération en 2010 avec le FUS de Rabat
- Vainqueur de la Coupe du Trône en 2010 avec le FUS de Rabat